# Kommando Schnelle Einsatzkräfte Sanitätsdienst
Das Kommando Schnelle Einsatzkräfte Sanitätsdienst „Ostfriesland“ (Kdo SES) in Leer ist dem Kommando Sanitätsdienstliche Einsatzunterstützung unterstellt. Das Wappen des Kommandos zeigt entsprechend dem Kernauftrag die Nähe zur Division Schnelle Kräfte.

## Auftrag
Auftrag des Kommandos sind Auslandseinsätze mit Bundeswehrbeteiligung. Im Einzelnen handelt es sich um die
- Versorgung von Rettungs-/Evakuierungsoperationen,
- Unterstützung der Division Schnelle Kräfte (DSK),
- Kräftebeitrag zur NATO Response Force,
- Kräftebeitrag zum QRF-Verband (QRF),
- Kräftebeitrag zu den EU Battlegroups,
- Soforteinsätze zur humanitären Not- und Katastrophenhilfe,
- Führung von sanitätsdienstlichen Einsatzverbänden,
- Verwundetentransport im Einsatzraum und
- Führung und Steuerung von Einsätzen im Rahmen humanitärer Not- und Katastrophenhilfe.

## Geschichte
Das Kommando Schnelle Einsatzkräfte Sanitätsdienst wurde am 1. April 2003 im ostfriesischen Leer in Dienst gestellt und war bis 31. Dezember 2012 zunächst dem Sanitätsführungskommando in Koblenz unterstellt. Es ging aus der ehemaligen Sanitätsbrigade 1 hervor, die nach knapp 10-jährigem Bestehen zum 31. März 2003 aufgelöst wurde. Die Umstrukturierung war vor dem Hintergrund des neuen Aufgabenspektrums der Bundeswehr und des Zentralen Sanitätsdienstes der Bundeswehr (ZSanDstBw) notwendig.
Die Entscheidung des Inspekteurs des Sanitätsdienstes der Bundeswehr (InspSan) vom 12. Januar 2006, die sanitätsdienstliche Versorgung der Eingreifkräfte an die neuen Einsatzerfordernisse anzupassen und damit den sicherheitspolitischen Veränderungen der letzten Jahre, hier insbesondere in den Bereichen der NATO (NRF), der Europäischen Union (EU BG) und den Vereinten Nationen (UN), gerecht zu werden, hat eine Anpassung der Strukturen notwendig gemacht.
Das breite Spektrum der verschiedenen Optionen in möglichen Eingreifoperationen, das funktionale und operativ notwendige Zusammenwirken von IEF (Initial-Entry-Forces (Anfangsoperationen)) und FOF (Follow-On-Forces (Folgeoperationen)), sowie die im Vorfeld zu leistenden Planungsaufgaben für das gesamte Aufgabenspektrum erfordern Führung, Planung und Beübung der Eingreifkräfte ZSanDstBw aus einer Hand. Vor diesem Hintergrund wurden das Kdo SES (alt) sowie das Sanitätsregiment 12 im Jahr 2007 aufgelöst. Am 1. Juli 2007 wurde daraus nach funktionalen Kriterien ein gemeinsamer Verband an den Standorten Leer und Schwanewede neu aufgestellt. Dieser trägt ebenfalls die bereits im Jahr 2003 gewählte Bezeichnung: Kdo SES.
Zum April 2010 wurde durch den InspSan eine weitere Umstrukturierung befohlen. Dabei wurde der Kommandobereich Führungs- und Einsatzunterstützung aufgelöst und die unterstellten Kräfte den beiden anderen Kommandobereichen zugeordnet. In den verbleibenden KdoBer IEF und FOF sind jetzt alle Einrichtungen anteilig vorhanden und diese auch den jeweiligen KdoBer Kommandeuren unterstellt. Die Umgliederung hatte zum Ziel, Schnittstellen innerhalb des Kommandos zu reduzieren und so eine Effizienzsteigerung herbeizuführen.
Bis zur Auflösung der Division Luftbewegliche Operationen (DLO) unterstützte das Kommando diese im besonderen Auftrag.
Im Rahmen der Neuausrichtung der Bundeswehr wurde auch das Kommando SES umgegliedert. Am 8. Dezember 2014 wurde der Kommandobereich IEF außer Dienst gestellt, ein halbes Jahr später, am 3. Juni 2015, folgte der Kommandobereich FOF. Der Standort Lützow-Kaserne in Schwanewede mit den dort stationierten Einheiten wurde im September 2015 vollständig aufgelöst.

## Organisation
Dem Kommando Schnelle Einsatzkräfte Sanitätsdienst „Ostfriesland“ unterstehen neben kleineren Teileinheiten eine Versorgungskompanie und vier Einsatz-Kompanien sowie eine Ausbildungseinrichtung, das sog. Ausbildungs- und Simulationszentrum. Eine fünfte Einsatz-Kompanie ist ein rein aus Reservisten bestehender Ergänzungstruppenteil.
- Kommando Schnelle Einsatzkräfte Sanitätsdienst
  - Stab Kdo SES
  - 1./Kdo SES Versorgungsunterstützungskompanie
  - 2./Kdo SES
  - 3./Kdo SES
  - 4./Kdo SES
  - 5./Kdo SES
  - Ausbildungs- und Simulationszentrum
  - Stützpunkt zivil-militärische Zusammenarbeit

### Ausbildungs- und Simulationszentrum
Das Ausbildungs- und Simulationszentrum (Ausb-/SimZ) beim Kdo SES ist eine Ausbildungseinrichtung, die auf zwei Bereiche spezialisiert ist:
Zum einen bereitet das Ausb-/SimZ die Soldaten des Sanitätsdienstes auf den Einsatz vor. Hierbei wird militärisches Handwerk geschult (sogenannter „Grüner Bereich“), wie z. B. Versorgung Verwundeter unter Beschuss, spezielle Schießübungen, das Auffinden und Erkennen von Minen, sowie die Einrichtung von Kontrollpunkten. Daneben bildet das Ausb-/SimZ militärisches Fachpersonal, wie Schießlehrer und Kraftfahrer, weiter.
Darüber hinaus bildet das Ausb-/SimZ sanitätsdienstliches Fachpersonal, wie z. B. Rettungsassistenten, Notfallsanitäter, Einsatzsanitäter und Ersthelfer für den Lizenzerhalt weiter (sogenannter „Weißer Bereich“). Es werden aber auch Erstausbildungen für die sogenannten Einsatzersthelfer Bravo (Ersthelfer mit erweiterter Kompetenz, die nur unter bestimmten Voraussetzungen in Auslandsverwendungen eingesetzt werden dürfen) durchgeführt.

## Kommandeure
Die Kommandeure des Kommandos waren (Dienstgrad bei Kommandoübernahme):
| Nr. | Name                                   | Beginn der Amtszeit | Ende der Amtszeit |
| --- | -------------------------------------- | ------------------- | ----------------- |
| 9   | Oberstarzt Dr. Kai-Siegfried Schlolaut | 01. April 2022      | 31. März 2025     |
| 8   | Oberstarzt Jens-Peter Evers            | 5. September 2018   | 31. März 2022     |
| 7   | Oberstarzt Johannes Backus             | 9. November 2016    | 5. September 2018 |
| 6   | Flottenarzt Dirk Möllmann              | 29. Juni 2015       | 9. November 2016  |
| 5   | Oberstarzt Ralf Hoffmann               | 1. Januar 2013      | 29. Juni 2015     |
| 4   | Oberstarzt Ulrich Baumgärtner          | 1. Dezember 2010    | 31. Dezember 2012 |
| 3   | Oberstarzt Stephan Schoeps             | 1. Januar 2008      | 30. November 2010 |
| 2   | Flottenarzt Michael Knabe              | 1. Juli 2005        | 31. Dezember 2007 |
| 1   | Oberstarzt Jürgen Canders              | 1. April 2003       | 30. Juni 2005     |